# アンドライモーン
アンドライモーン（古希: Ἀνδραίμων, Andraimōn）は、ギリシア神話の人物である。長母音を省略してアンドライモンとも表記される。主に、
- カリュドーンの王
- コドロスの子
- オクシュロスの子

のほか、数名が知られている。以下に説明する。

## カリュドーンの王
このアンドライモーンは、カリュドーンの王オイネウスの娘ゴルゲーの夫で、トアースの父である。一説にヘーラクレイダイを助けたオクシュロスの父。
アグリオスの息子たちはオイネウスを幽閉し、王権を自分たちの父に与えたが、後にディオメーデースとアルクマイオーンはアグリオスの息子たちを討ち、オイネウスを解放した。このとき、彼らはオイネウスの王権をアンドライモーンに与えたという。死後、アンドライモーンとゴルゲーは同じ墓に葬られた。
なお、子のトアースはトロイア戦争におけるギリシア軍の武将の1人。

## コドロスの子
このアンドライモーンは、ピュロスの王ネーレウスの子ペリクリュメノスの子孫で、アテーナイの王コドロスの子。メドーン、ネイレウス、アンドロクロス、キュアレートス、ダマシクトーン、プロメーテス、ダマソス、ナオクロスと兄弟。
父コドロスの死後、メドーンを除く息子たちはイオーニアー人を率いて小アジアのイオーニアー地方に入植し、アンドライモーンはレベドスに住むカーリア人を追い払って王となった。アンドライモーンの墓がカラオーン河の近くにあったという。

## オクシュロスの子
このアンドライモーンは、オクシュロスの子である。オイカーリアーの王エウリュトスあるいはドリュオプスの娘ドリュオペーと結婚し、アムピッソスをもうけた。
オウィディウスの『変身物語』によると、妻ドリュオペーはニュムペーのローティスが変身した蓮の花を手折ったために樹に変じた。『変身物語』では義理の父エウリュトスとともに妻を探すアンドライモーンの姿が描かれている。アントーニーヌス・リーベラーリスによると、ドリュオペーはハマドリュアス（樹木のニュムペー）に非常に愛された女性であったため、後に彼女たちに攫われてニュムペーとなった。またアムピッソスの本当の父親はアポローン神であったという。

## その他のアンドライモーン
- イオルコスの王ペリアースの娘アムピノメーの夫[19]。
- ペーネロペーの求婚者の1人。ドゥーリキオンの出身[20]。